# La Fajolle
La Fajolle é uma comuna francesa na região administrativa de Occitânia, no departamento de Aude. Estende-se por uma área de 15,79 km². Em 2010 a comuna tinha 13 habitantes (densidade: 0,8 hab./km²).